# Jackie, der Schiffsjunge
Jackie, der Schiffsjunge (Originaltitel Buttons) ist ein US-amerikanisches Stummfilmdrama von George W. Hill mit Jackie Coogan in der Titelrolle. Der Film wurde von Metro-Goldwyn-Mayer produziert. Cedric Gibbons und A. Arnold Gillespie waren für das Szenenbild zuständig. Die Premiere des Films fand am 24. Dezember 1927 statt. 1928 kam er im Deutschen Reich und in Österreich in die Kinos. Da keine Kopien der sieben Filmrollen existieren, gilt der Film als verschollen.

## Handlung
Der Straßenjunge Buttons wird Page auf dem Transatlantikdampfer SS Queenland, der von Kapitän Travers kommandiert wird. Buttons und sein Freund Slugger, der für die Freizeiteinrichtungen an Bord zuständig ist, geraten in Schwierigkeiten, als sie dem Kapitän zeigen wollen, dass seine Verlobte Ruth Stratton ihn mit dem Ganoven Henri Rizard betrügt. Als Travers merkt, dass sie Rizard und Ruth belästigen, lässt er die beiden in Arrest nehmen.
Als der Dampfer in Seenot gerät, zeigt Buttons seine Loyalität gegenüber Travers, als er zur Brücke schwimmt und seine Absicht erklärt, mit dem Kapitän unterzugehen. Slugger kann die beiden auf einem Floß aufnehmen, nachdem das Schiff gesunken ist.